# Инго Милер
Инго Милер (Дармштат, 23. децембар 1936) је немачки академик и инострани члан састава Српске академије наука и уметности од 2. новембра 2006.

## Биографија
Завршио је основне студије на Универзитету у Ахену 1962. године, докторат 1966. и хабилитацију 1970. Радио је као професор на Универзитету Џонс Хопкинс 1966—1975, на Универзитету у Диселдорфу 1975—1976, на Универзитету у Падерборну 1976—1979. и као професор емеритус на Техничком универзитету у Берлину 1979—2005. Суоснивач је и члан уређивачког одбора Сontinuum Мechanics and Тhermodynamics. Истражује термодинамику и теорију материјала. Почасни је члан Југословенског друштва за механику од 1990. и инострани је члан састава Српске академије наука и уметности од 2. новембра 2006. Добитник је Лајбницове награде 1988, почасног доктората Техничког универзитета у Дармштаду 1994. и награде Гили Агостинели 2006. године.